# Hedensted
Hedensted é um município da Dinamarca, localizado na região sudeste, no condado de Vejle.
O município tem uma área de 137,36 km² e uma  população de 16 877 habitantes, segundo o censo de 2005.